# Seresco
Seresco és una companyia, originària del Principat d'Astúries, que pren el seu nom de la companyia catalana fundada a l'abril de 1962 a Barcelona per l'empresari Pere Raventós Cucurull, dedicada al desenvolupament de solucions de programari i a la prestació de serveis dintre de l'àmbit de les Tecnologies de la Informació i Comunicació (TIC). Fundada en 1969, té la seu central a Oviedo i compta amb un centre de serveis a Barcelona des de 1997 a més dels de Madrid, León, i Vigo.
L'empresa realitza des de labors de consultoria, fins al desenvolupament de programari, passant per la integració de solucions de gestió, recursos humans, el desenvolupament d'infraestructures tècniques, formació i serveis cartogràfics. La cartera de clients de Seresco està composta per organitzacions de tots els sectors així com per diversos organismes de les Administracions Públiques.
Seresco és una d'una de les principals dinamitzadores del sector amb la constitució de l'Oficina W3C, a més és soci fundador d'AETIC (Associació d'Empreses d'Electrònica, Tecnologies de la Informació i Telecomunicació d'Espanya) i manté aliances amb empreses com Microsoft, SAP, Oracle o Esri.

## Història
Seresco va ser creada el 3 de maig de 1969 per un grup d'industrials d'Astúries sota el nom Asturiana d'Informàtica S. A. A l'any següent, van iniciar les activitats de formació creant la primera escola d'informàtica de la regió

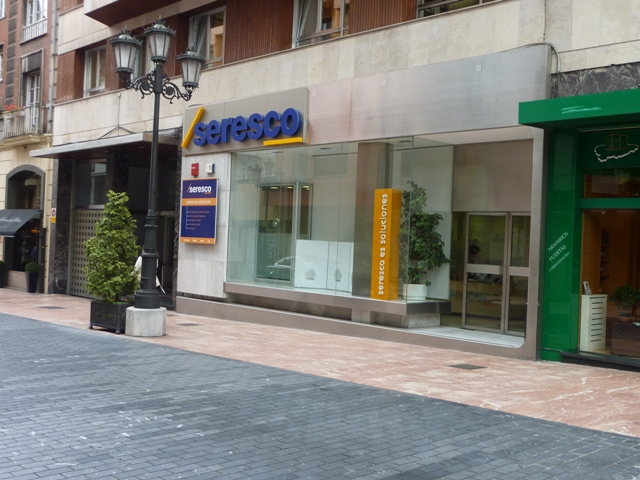
Seu Principal de Seresco.

En 1973 va iniciar la seva expansió fora del Principat amb l'obertura de la seva delegació en Galícia. Un any després va entrar en el seu accionariat l'empresa catalana Seresco, de la qual va a prendre el nom que li acompanyarà fins a l'actualitat. La Seresco catalana va ser fundada a l'abril de 1962 a Barcelona per l'empresari Pedro Raventós Cucurull amb el suport de nou grans empreses i dues particulars.
La seva primer gran fita es va produir amb el llançament d'IRIS en 1984, un sistema integrat de gestió per a la PIME. Tres anys després, és la seva secció dedicada al formació la qual aconsegueix obrir l'Escola de Formació Professional de Gijón. A la fi dels 80 i principis dels 90, Seresco encadena diversos projectes significatius destacant entre ells la constitució, amb IBM, de la societat LAB2000 per al desenvolupament de programari avançat o l'obertura de les seves delegacions en Madrid i Barcelona.
En 1997 Seresco adquireix els drets de propietat sobre la marca i denominació de Seresco. En 2002, llancen Milena Personal, una solució de nòmina i recursos humans que es completaria anys més tard amb Milena Gestió. Dos anys més tard, arriben a un acord de comercialització i formació amb la multinacional SAP.
En 2005 constituïxen l'oficina W3C, la Fundació CTIC i el Clúster TIC d'Astúries. Posteriorment, arribarien a diferents acords amb ESRI (Sistemes d'Informació Geogràfica), Business Objets i Oracle (Business Intelligence).

## Dades
Seresco va facturar 25 milions d'euros en 2009 i té uns 530 empleats. El seu director general és Manuel Ángel Busto Riego. Entre els seus clients s'inclouen Sanitas Residencial, Kern Pharma, Mahle, Sara Lee, Sanyo, Supermercats Froiz, Santiveri i l'Agència de Desenvolupament Local de l'Ajuntament de Barcelona entre d'altres.

## Serveis
L'activitat s'agrupa en cinc àrees:

### Àrea de Consultoria i Desenvolupament de Programari
Des d'aquesta àrea es realitza l'activitat clàssica de desenvolupament de programari. A més cobreix els serveis de consultoria i desenvolupament en Sistemes d'Informació Geogràfica (GIS) i Business Intelligence (BI).

### Àrea de Nòmina i Gestió Empresarial
En la part de gestió fan solucions integrades (ERP) per a la gestió financera, comercial i logística de PIME. En la de recursos humans a més de desenvolupar aplicacions per a l'administració de nòmina i gestió de recursos humans, també treballen en l'externalització d'aquests processos.

### Àrea d'Infraestructures, Sistemes i Serveis
Consultoria Estratègica en TU; Arquitectura de Sistemes i Plataformes i Outsourcing de Serveis TU.

### Àrea de Cartografia i Cadastre
És una activitat que va començar en 1985 amb la Gestió Cadastral tant de rústica com d'urbana. Posteriorment es va estendre a la producció i manteniment de cartografia en tot el territori nacional.

### Àrea de Tecnologia, Innovació i Formació
La formació ha estat una activitat històrica en Seresco, sent una de les pioneres del sector. Avui dia imparteixen màsters i cursos que inclouen certificacions oficials dels fabricants, així com e-Learning.

## Competències i certificacions
El sistema de gestió de Seresco ha estat certificat per Lloyds Register segons la normativa UNE-EN ISO-9001:2008 i 14001:2004. També ha obtingut la certificació de nivell 3 en l'avaluació del model CMMI de qualitat del programari i és membre d'itSMF Espanya, organització internacional independent dedicada a la gestió de serveis TU.